# Мейер, Юлиус Лотар
Юлиус Лотар Ме́йер (нем. Julius Lothar von Meyer; 19 августа 1830, Фарель — 11 апреля 1895, Тюбинген) — немецкий химик, иностранный член-корреспондент Петербургской академии наук с 1890 года. Наряду с Д. И. Менделеевым считается создателем периодической системы элементов.

## Биография
Окончил Вюрцбургский университет (доктор медицины, 1854). Изучал естественные науки в университетах Гейдельберга (где работал в лаборатории Р. Бунзена), Кёнигсберга и Бреслау (доктор философии, 1858).
С 1859 года преподавал в университете Бреслау, в 1866—1868 годах в Лесной академии в Нейштадт-Эбервальде. В 1868—1876 годах профессор в университете Карлсруэ, с 1876 года в Тюбингенском университете. В 1860 году принял участие в Международном конгрессе химиков в Карлсруэ, на котором обсуждались определения основных понятий химии.
В 1867 г. женился на своей коллеге, Йоханне Фолькманн. В браке родилось 4 детей, также избравших научную карьеру.

## Научная деятельность
Основные научные работы посвящены теоретической и физической химии. Внёс значительный вклад в систематизацию химических элементов. В 1864 году опубликовал таблицу, содержавшую 28 элементов, размещённые в шесть столбцов согласно их валентностям. Мейер намеренно ограничил число элементов в таблице, чтобы подчеркнуть закономерное (аналогичное триадам Дёберейнера) изменение атомной массы в рядах сходных элементов.
В 1870 году опубликовал ещё одну работу, содержавшую новую таблицу и график зависимости атомного объёма элемента от атомного веса, имеющий характерный пилообразный вид. Предложенная Мейером в работе «Природа элементов как функция их атомного веса» таблица состояла из девяти вертикальных столбцов, сходные элементы располагались в горизонтальных рядах; некоторые ячейки таблицы Мейер оставил незаполненными. Таблица Мейера 1870 года в некоторых отношениях была совершеннее первого варианта таблицы Менделеева.
В 1882 году Лондонское королевское общество присудило золотые медали Дэви совместно Менделееву и Мейеру с формулировкой «За открытие периодических соотношений атомных весов». В зарубежной литературе Л. Мейер обычно рассматривается как один из авторов периодической системы химических элементов.

## Вопрос о приоритете открытия периодического закона
Мейер опубликовал статью «К истории периодической атомистики». Оттиск её он послал Д. И. Менделееву, который опубликовал ответную — «К истории периодического закона», где утверждал, что таблица Л. Майера представляла собой только простое сопоставление элементов по валентности, считавшейся им коренным свойством — немецкий учёный не признавал атомный вес в качестве такового, как определяющего периодичность, поэтому в его таблице отсутствовали некоторые важные аналоги (например, B—Al), а следующая работа Л. Мейера «Природа элементов как функция их атомных весов» написана только в декабре 1869 года (более чем через полгода после опубликования Д. И. Менделеевым Периодического закона) с предложением общей системы химических элементов, расположенных по возрастанию атомных масс, которая, по словам Л. Мейера, «в существенном идентична данной Менделеевым». Однако это ещё в 1866 году предложил английский химик Дж. Ньюлендс в своём «законе октав». Л. Мейер построил кривые зависимости атомных объёмов элементов от их атомных масс.
В своей статье Д. И. Менделеев пишет: «г. Майер раньше меня не имел в виду периодического закона, а после меня ничего нового к нему не прибавил»; далее русский учёный добавляет, что Л. Мейер не развивал открытия, в частности в направлении систематизации химических соединений (последовательности изменения стеклообразующих окислов), — не делал попыток на его основе дать предсказания свойств не открытых ещё элементов или исправления атомных весов уже известных. «По праву творцом научной идеи, — пишет он, — должно того считать, кто понял не только философскую, но и практическую сторону дела, сумел так его поставить, что в новой истине все могли убедиться и она стала всеобщим достоянием. Тогда только идея, как материя, не пропадёт». В своей статье Д. И. Менделеев также называет тех, кому он «наиболее обязан» своим законом — Э. Ленссена и Ж. Б. Дюма.

## Таблица Мейера 1864 года
|         | Валентность IV | Валентность III | Валентность II | Валентность I | Валентность I | Валентность II | Разность масс |
| I ряд   |                |                 |                |               | Li            | Be             | ~16           |
| II ряд  | C              | N               | O              | F             | Na            | Mg             | ~16           |
| III ряд | Si             | P               | S              | Cl            | K             | Ca             | ~45           |
| IV ряд  |                | As              | Se             | Br            | Rb            | Sr             | ~45           |
| V ряд   | Sn             | Sb              | Te             | I             | Cs            | Ba             | ~90           |
| VI ряд  | Pb             | Bi              |                |               | Tl            |                | ~90           |

## Таблица Мейера 1870 года
| I  | II | III | IV          | V  | VI       | VII   | VIII     | IX |
|    | B  | Al  |             |    |          | In(?) |          | Tl |
|    | C  | Si  | Ti          |    | Zr       | Sn    |          | Pb |
|    | N  | P   | V           | As | Nb       | Sb    | Ta       | Bi |
|    | O  | S   | Cr          | Se | Mo       | Те    | W        |    |
|    | F  | Cl  | Mn Fe Co Ni | Br | Ru Rh Pd | I     | Os Ir Pt |    |
| Li | Na | K   | Cu          | Rb | Ag       | Cs    | Au       |    |
| Be | Mg | Ca  | Zn          | Sr | Cd       | Ba    | Hg       |    |